# Parque nacional de Khao Sip Ha Chan
El Parque nacional de Khao Sip Ha Chan (en tailandés: อุทยานแห่งชาติเขาสิบห้าชั้น) Es el nombre que recibe un área protegida con el estatus de parque nacional en el este del país asiático de Tailandia, específicamente ene la Provincia de Chanthaburi. El parque fue establecido oficialmente el 9 de junio de 2000. 

## Geografía
El parque nacional cubre un área aproximada de 118,14 kilómetros cuadrados, 55 km al noroeste del centro provincial de Chanthaburi.

### Flora y fauna
El parque nacional Khao Sip Ha Chan está dominado por bosques tropicales húmedos, de tierras altas siempreverdes y caducifolios. Entre las plantas raras que se encuentran en el parque se encuentran: ala roja (Dipterocarpus Intricatus), festuca medicinal (Careya sphaerica), dilenia (Dillenia pentagyna), matricaria parda, Shorea roxburghii y muchas otras.
El parque es hogar de diversas especies de animales entre ellos: elefante asiático, zambara indio, muntjak indio, jabalí, banteng, cabra (Capricornis milneedwardsii), lobo rojo y una variedad de muchos otros.

### Lugares destacados
Cascadas Khlongsba (Khlong Saba) y Khao Sip Ha Chan.